# Gerontopedagogika
Gerontopedagogika, geragogika neboli vzdělávání seniorů spadá do oblasti andragogiky, vzdělávání dospělých. Tato poměrně nová disciplína si klade za cíl vzdělávat seniory, připravit je na stáří a udělat jim tuto jejich životní etapu důstojnější.
Zvyšuje se věk odchodu do důchodu, proto se hledají nové metody jak udělat seniory produktivnějšími. Hledají se cesty jak je nadále vzdělávat, protože to pozitivně přispívá ke stavu ekonomiky.

## Faktory stáří
Stárnutí můžeme rozdělit na biologické, psychosociální a sociální.
Biologické stárnutí
- Celkové oslabení organismu a imunity, horší sluch, zrak, problémy pohybového aparátu, úbytek svalové hmoty a pokles svalové síly, nástup nemocí atd.
- O biologickou stránku se stará především medicína (gerontologie a další) a alternativní medicína.
- Biologický stav se silně odráží na stavu psychickém (mnoho jedinců stárnutí špatně snáší)
- Polymorbidita[2] - souběžná přítomnost více onemocnění u jednoho jedince. Jde o přítomnost na sobě mnohdy nezávislých chorob (nejčastěji tři).

Psychosociální stárnutí
- je stejně důležitá složka jako ta biologická.
- Často dochází k jejímu zanedbání.
- Nejčastěji člověk špatně nese odchod z pracovního prostředí.
- Mohou se dostavit psychické potíže – deprese, nechuť žít, uzavřenost do sebe atd.

Sociální stárnutí
- Adaptace na stáří - zde rozhodují především individuální osobností rysy, lidé se různě obtížně adaptují na nové životní situace.
- Odchod ze společenských funkcí a rolí by měl být dobrovolný, postupný a včas.

Podle Haškovcové (1990) mohou senioři zaujmout několik různých postojů ke stáří:
1. Konstruktivní strategie – Senior je optimistický, přijímá stáří pozitivně, snaží se trávit aktivně volný čas, zajímá se o dění okolo, udržuje si duševní svěžest.
2. Obranná strategie- Projevuje se u jedinců, kteří ve svém životě byli aktivní, zastávali nějakou vedoucí pozici apod. Nechtějí si připustit fakt, že stárnou, odmítají pomoc okolí nebo nechtějí odejít do penze.
3. Strategie závislosti- Objevuje se velká závislost na okolí a rodině seniora, může docházet k tomu, že jedinec zveličuje své problémy nebo rodinu pomocí nich vydírá.
4. Nepřátelská strategie- Senior je nespokojený, mrzutý, cítí pocit křivdy, někdy svaluje vinu na ostatní, často se stává osamělým.
5. Strategie sebenenávisti – Pesimistický přístup ke stáří, izolace, deprese, smutek, jedinec rezignuje na vše a uzavírá se do sebe.

## Historie a organizace
V České republice začínalo vzdělávání seniorů v klubech důchodců, kde se konaly různé přednášky. Ucelené přednáškové bloky tvořily akademii třetího věku. V roce 1986 vznikla první Univerzita třetího věku v Olomouci a následně v Praze. Prvním blokem přednášek byla biologie člověka. Od roku 1986 se Univerzity třetího věku rozrostly do různých měst i fakult a nabízí rozmanité druhy oborů. V dnešní době (2009) mají tyto univerzity okolo 4000 studentů.
- Univerzita volného času – nenavštěvují je jen senioři, ale i lidé v produktivním věku např.: matky na mateřské, nezaměstnaní lidé nebo lidé s invalidním důchodem. První takovou univerzitu V ČR založila v roce 1993 Dana Steinová. Tyto „univerzity“ mohou být součástí Centra celoživotního vzdělání, vznikat při akademické knihovně atd.
- Akademie třetího věku – cykly přednášek a pořadů v ČR spadají pod různé organizace. Liší se od univerzit třetího věku, kde posluchač musí být aktivnější a více se věnovat samostudiu. Na akademiích třetího věku je posluchač spíše pasivní.
- Centrum pro seniory – obvykle středisko obecně prospěšné společnosti, seniorům nabízí různé poradenství, volnočasové aktivity, výlety apod.

## Několik zásad vzdělání
Pro práci se seniory a jejich vzdělávání je důležité držet se jistých zásad. Starší lidé se učí jiným způsobem než děti nebo člověk v produktivním věku. Aby si senior zachoval motivaci a chuť se dále rozvíjet nebo poznávat nové věci, je nezbytné mu aktivity přizpůsobit, aby se cítil maximálně dobře. Pro to platí několik zásad:
- Zvolit vhodné tempo a způsob vzdělávání
- Správně a vhodně namotivovat seniora, aby se chtěl učit novým věcem
- Využívat přehledné psané informace v ne příliš velkém množství
- Starší lidé se rychleji unaví a hůře přijímají informace, proto je velice důležité nespěchat a nezahlcovat je zbytečným množstvím nových věcí
- Senior by si měl zvolit, v čem se chce vzdělávat, věci, které už zná nebo s nimi někdy přišel do styku, jsou pro něj daleko jednodušší
- Vyučující, by se měl často ujišťovat, zda žák chápe látku. Pokud dojde k nepochopení, těžko se pak dá pokračovat dál.
- Senior by měl vědět, proč se danou věc učí a zdali je vůbec smysluplná.

Vzdělávání můžeme také rozdělit do několika kategorií podle toho, co se jedinec učí nebo o co se zajímá.
Dělení funkcí vzdělávání podle Palána (2002)
1. všeobecně vzdělávací funkce – nové poznatky a informace
2. kulturně-umělecké – rozvoj osobnosti pomocí kultury
3. poradenské – Sociálně psychologické, rozvoj sociálních vztahů, psychická pohoda
4. zdravotní- prevence zdraví, informace
5. právní a jiné poradenství

### Speciální potřeby
Mnoho seniorů má problémy s pohybovým aparátem, zrakem či sluchem. Pokud chceme takovýmto lidem poskytnout stejnou péči jako lidem zdravým, musíme jim k tomu vytvořit dostatečné podmínky.
Místo konání vzdělávacích programů by mělo být dobře přístupné, pokud není v přízemí je vhodné mít k dispozici výtah nebo plošinu. V učebnách by mělo být dostatek místa i pro invalidní vozíky či hole. Hodně starších lidí se potýká se zrakovými problémy, proto by se v místnosti mělo nacházet dostatečné osvětlení, ze všech míst by mělo být možné dobře vidět na tabuli nebo promítací plátno, materiály by měly mít větší písmo, dobře čitelné. Dále z důvodů sluchových postižení, by měla mít místnost dobrou akustiku a lektor by měl přizpůsobit hlasitost svého projevu.
Lektor nebo vyučující by měl v neposlední řadě být chápavý, ochotný a zvolit i individuální přístup pokud je to nutné.

## Funkce a význam
Dle primárního cíle:
- vzdělávací: získávání informací, nabývání zkušeností,
- kulturně-kultivační: osobnostní rozvoj v oblastech uměleckého či kulturního či pohybového charakteru,
- sociálně-psychologické: oblast sociálních vztahů, psychického rozvoje, cílená aktivita.

Dle specifického zaměření:
- preventivní: opatření vedoucí k pozitivnímu ovlivnění průběhu svého stáří a stárnutí,
- anticipační: pozitivní připravenost na změny ve stylu života, hlavně při odchodu do důchodu,
- rehabilitační: znovuobnovování a udržování fyzických a duševních sil, příprava pro další existenci,
- posilovací (stimulační, kultivační): rozvoj a kultivace zájmů, potřeb a schopností,
- kompenzační: vzdělávací aktivity kompenzují úbytek sociálních kontaktů,
- aktivizační: začlenění se do současné společnosti,
- komunikační: komunikace s okolím,
- relaxační: plnohodnotné trávení volného času vedoucí k vnitřní harmonii člověka,
- mezigenerační porozumění: omožnost snížení mezigeneračního napětí.[6]

## Vědecké pojetí
Od poloviny 20. století se v rámci vzdělávání dospělých profiluje samostnatná věda zvaná gerontagogika (někdy též geragogika, gerontapedagogika, mezi slovenskými autory taktéž geroagogika), jež byla původně koncipována jako teorie výchovy a vzdělávání pro stáří a stárnutí. V současné době gerontagogika pojímá prakticky veškeré edukační aktivity spojené s osobou seniorů, konkrétně edukaci seniorů, preseniorskou edukaci (příprava na stáří) a proseniorskou edukaci (aktivity zacílené na mezigenerační porozumění i společenské uznání stáří a stárnutí).